# Autophila garmsira
Autophila garmsira là một loài bướm đêm trong họ Erebidae.